# Refeudalizacja
Refeudalizacja – pogłębienie, nawrót stosunków feudalnych. Proces ten dał się zauważyć na przełomie XV i XVI wieku na terenach położonych na wschód od Łaby. Dominowała tam gospodarka folwarczno-pańszczyźniana, która pogłębiała stosunki feudalne. Gospodarka ta polegała na zobowiązaniu chłopów do prac polowych kilka dni w tygodniu, za co nie musieli płacić czynszu.